# Atletismo nos Jogos Pan-Americanos de 1951 - 400 m com barreiras masculino
Os 400 metros com barreiras foram um dos eventos do atletismo nos Jogos Pan-Americanos de 1951, em Buenos Aires. A prova foi disputada no Estádio Monumental de Núñez entre os dias 27 e 28 de fevereiro.

## Calendário
Horário local (UTC-3).
| Data            | Horário | Fase       |
| --------------- | ------- | ---------- |
| 27 de fevereiro |         | Semifinais |
| 28 de fevereiro |         | Final      |

## Medalhistas
| Ouro   | COL Jaime Aparicio  |
| Prata  | BRA Wilson Carneiro |
| Bronze | USA Don Halderman   |

## Resultados

### Semifinais

#### Semifinal 1
| Pos. | Nome                  | Nacionalidade      | Tempo | Notas |
| ---- | --------------------- | ------------------ | ----- | ----- |
| 1    | Don Halderman         | USA Estados Unidos | 53.4  | Q     |
| 2    | Reinaldo Martín       | CHI Chile          | 54.2  | Q     |
| 3    | Ernesto Igler         | ARG Argentina      | 55.1  |       |
| 4    | Carlos Monges Caldera | MEX México         | 56.4  |       |

#### Semifinal 2
| Pos. | Nome                  | Nacionalidade | Tempo | Notas |
| ---- | --------------------- | ------------- | ----- | ----- |
| 1    | Wilson Gomes Carneiro | BRA Brasil    | 54.9  | Q     |
| 2    | Samuel Anderson       | CUB Cuba      | 55.4  | Q     |
| 3    | Jörn Gevert           | CHI Chile     | 55.4  |       |
| 4    | Ernesto Rogg          | ARG Argentina | 56.4  |       |

#### Semifinal 3[nota 1]
| Pos. | Nome             | Nacionalidade | Tempo | Notas |
| ---- | ---------------- | ------------- | ----- | ----- |
| 1    | Jaime Aparicio   | BRA Brasil    |       | Q     |
| 2    | Eduardo Laca     | PER Peru      |       | Q     |
| 3    | Arturo Kuntze    | ARG Argentina |       |       |
| 4    | Udo Martin Huber | CHI Chile     |       |       |

### Final
| Pos.              | Atleta                | País               | Tempo  |
| ----------------- | --------------------- | ------------------ | ------ |
| Medalha de ouro   | Jaime Aparicio        | COL Colômbia       | 53.4 m |
| Medalha de prata  | Wilson Gomes Carneiro | BRA Brasil         | 53.7 m |
| Medalha de bronze | Don Halderman         | USA Estados Unidos | 54.5 m |
| 4                 | Reinaldo Martín       | CHI Chile          | 55.2 m |
| 5                 | Eduardo Laca          | PER Peru           | N/A    |
| 6                 | Samuel Anderson       | CUB Cuba           | N/A    |